# (5724) 1986 WE
Az (5724) 1986 WE a Naprendszer kisbolygóövében található aszteroida. Szuzuki Kenzó és Urata Takesi fedezte fel 1986. november 22-én.